# Schäferschippe

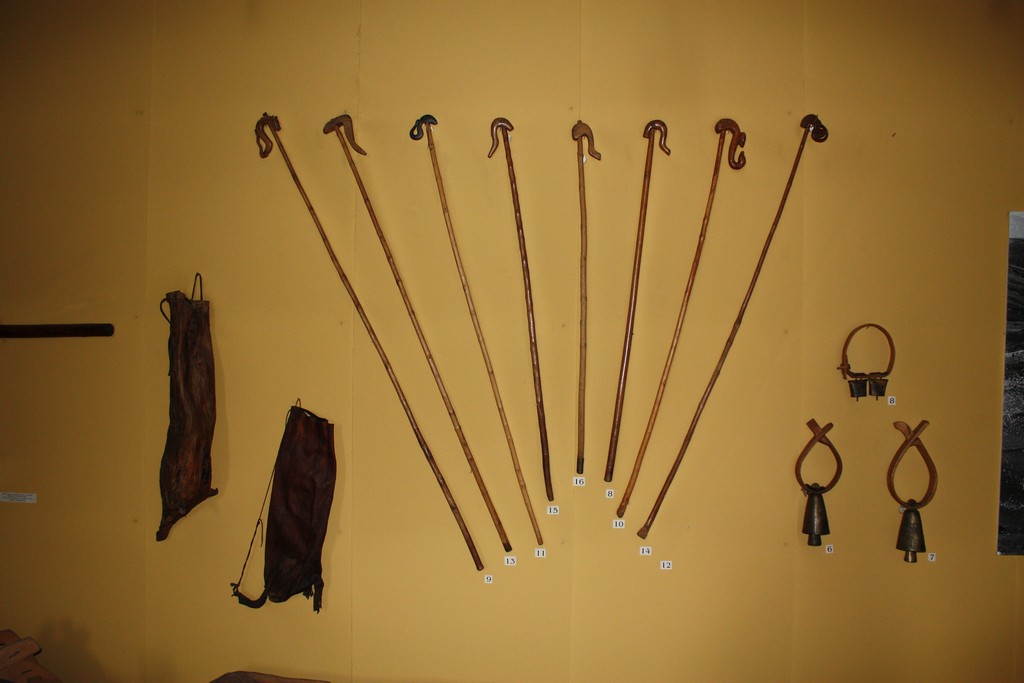
Historische Schäferschippenstiele in einem Museum in Skopje

Die Schäferschippe ist ein traditionelles Werkzeug der Schäferei und Schafzucht. Es handelt sich um ein multifunktionales Werkzeug, das seit Jahrhunderten vorwiegend von Wanderschäfern verwendet wird.

## Bedeutung

Schäferschippe (mit Rad) im Wappen von Amstetten (Württemberg)

Vor allem Wanderschäfer mit Herden von mehr als 100 Tieren nutzen sie seit Hunderten von Jahren als ein vielseitiges Werkzeug. Daher kommt ihr neben den immer noch aktuellen funktionellen Aspekten auch symbolische Bedeutung zu. Als Wappenzeichen, Tätowierung oder Ohrstecker repräsentiert die Schäferschippe den in Deutschland immer mehr zurückgehenden Berufsstand des Wanderschäfers.

## Funktionen der Schäferschippe
Ihre vielfachen Funktionen lassen sich einteilen in 1. Funktionen der kleinen Schaufel, „Schippe“, 2. Funktionen des Beinfanghakens und 3. Funktionen des Stiels:
1. Mit der Schippe kann der Schäfer dem Hütehund Zeichen geben, die es diesem ermöglichen, die Schafherde gezielt in die gewünschte Richtung zu drängen. Im Falle der offensichtlichen Unfähigkeit des Hütehundes (Nicht-Verstehen des Schippensignals; Drängen in falsche Richtung; Trägheit durch hohes Alter; Unaufmerksamkeit) kann der Schäfer mit der Schippe auch direkt auf die Schafherde einwirken, indem er etwas Erde vom Boden aufnimmt und damit diejenigen Schafe zu treffen versucht, die der gewünschten Richtung am stärksten abgewandt grasen.[1] Seit dem Aufkommen der modernen Diagnostik in der Tiermedizin kommt als mögliche weitere Funktion der Schäferschippe das Aufnehmen von Kotproben für die Analyse auf Endoparasiten hinzu. Die Gewinnung einer repräsentativen Sammelkotprobe wird insbesondere bei großen Tierbeständen durch den Einsatz der Schäferschippe bedeutend vereinfacht. Schließlich kann die Schippe auch dazu benutzt werden, giftige Pflanzen auf der Weide auszustechen, damit diese von den Schafen nicht gefressen werden. Vor allem Kleinschafhalter, Schäfer mit einer Herde von unter 100 Tieren, finden in der Schippe ein ideales Werkzeug, um Hundekot von der Weide zu entfernen und damit das Risiko von Bandwurminfektionen zu verringern. Auch wird mit der Schippe Schafkot nach Passieren einer Straße beiseite geräumt.

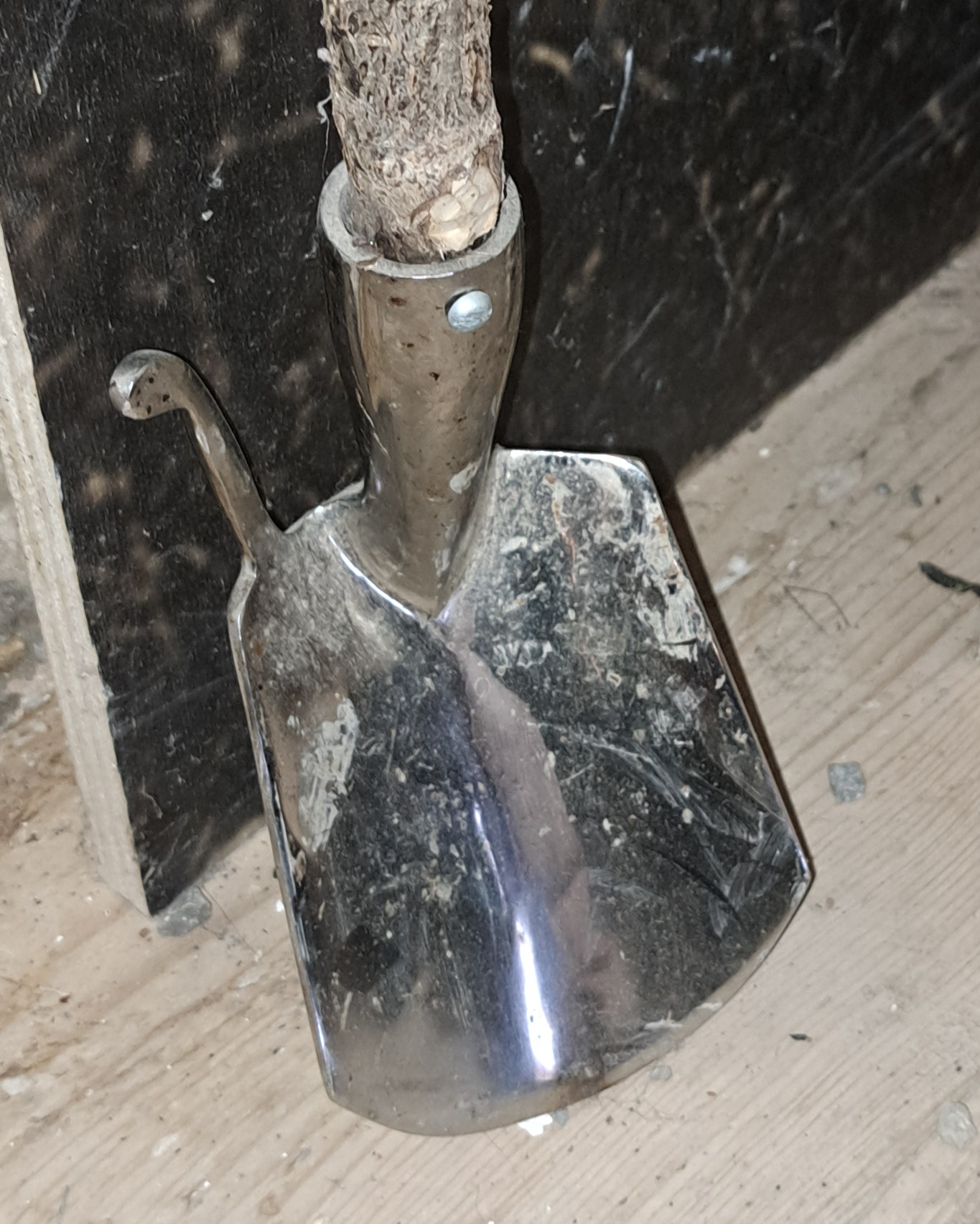
Schäferschippe mit handgefertigtem Stil und Beinfanghaken

2. Schäferschippe mit handgefertigtem Stil und BeinfanghakenDer neben der kleinen Schaufel angebrachte Beinfanghaken dient dem Schäfer in erster Linie dazu, Schafe an ihren Beinen zu fangen. Vor allem kranke und langsame Tiere können auf diese Art von geschickten Schäfern ohne weiteres unter Kontrolle gebracht werden.[1] Der Einsatz dieses Fanghakens will allerdings geübt sein, wenn man Distorsionsverletzungen der unteren Extremität des Schafes und der oberen Extremität des Schäfers vermeiden will.
3. Das obere Ende des Stiels der Schäferschippe ist häufig mit einem Gummiknauf ausgestattet, um dem geduldigen Schäfer, der sich oft viele Stunden lang in stehender Haltung auf die Schippe stützen muss, eine bequeme Auflage gibt. Das obere Stielende ist aus heimischem Hartholz gefertigt. Oft handelt es sich dabei um Weißdorn oder Schwarzdorn sowie Esche.

## Ausführung
Die Ausführung der Schäferschippe ist klassisch einfach. Die Schippe besteht nach wie vor aus geschmiedetem Eisen, in neuerer Zeit meist galvanisch verzinkt oder aus Edelstahl. Der Stiel ist aus einem der heimischen Harthölzer gefertigt. Dabei handelt es sich oft  Schwarzdorn oder Weißdorn sowie Esche. Der Gummiknauf kann bei einfachen Modellen auch fehlen und wird dann durch eine vom Schäfer gewickelte Textilauflage, meist aus einem alten Hemd, ersetzt.

## Schäferhaken – eine Vereinfachung der Schäferschippe

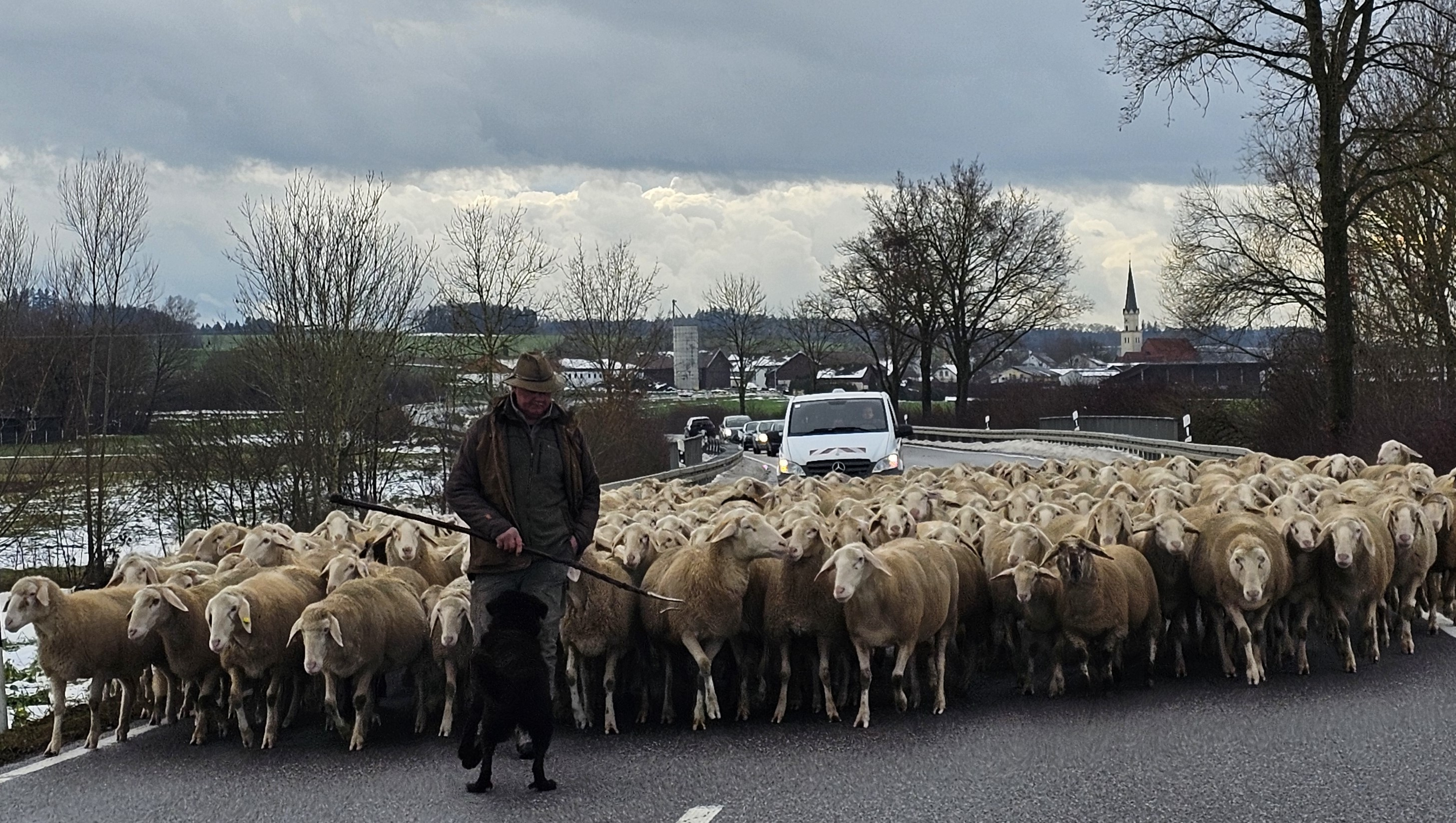
Schäfer mit Schäferhaken bei Hüttenkofen in Niederbayern

Bei einem Schäferhaken handelt es sich um einen ebenfalls an einem Schaft angebrachten reinen Beinfanghaken zum verletzungsfreien Einfangen langsamer und kranker Schafe. Er ist im Gegensatz zur Schäferschippe ohne die kleine Schaufel. Spezielle Anfertigungen ausschließlich zur Gartendekoration werden ebenfalls unter der Bezeichnung „Schäferhaken“ angeboten.